# Campionati ucraini di ciclismo su strada
I Campionati ucraini di ciclismo su strada sono la manifestazione ciclistica annuale che assegna il titolo di Campione dell'Ucraina. I vincitori hanno il diritto di indossare per un anno la maglia di campione ucraino, come accade per il campione mondiale.

## Campioni in carica
| Uomini Elite | Uomini Elite      | Uomini Elite |
| ------------ | ----------------- | ------------ |
| In linea     | Heorhii Antonenko |              |
| Cronometro   | Anatolij Budjak   |              |
| Donne Elite  |                   |              |
| In linea     | Yuliia Biriukova  |              |
| Cronometro   | Yuliia Biriukova  |              |

## Albo d'oro

### Titoli maschili
Aggiornato all'anno 2025.
| Anno    | Vincitore                                                        | Secondo                                                          | Terzo                                                            |
| ------- | ---------------------------------------------------------------- | ---------------------------------------------------------------- | ---------------------------------------------------------------- |
| 1992    | Volodymyr Pulnikov                                               | Jevhen Zahrebelnyj                                               | Oleh Čužda                                                       |
| 1993-95 | Non disputata                                                    | Non disputata                                                    | Non disputata                                                    |
| 1996    | Oleh Pankov                                                      | Mychajlo Chalilov                                                | Oleksandr Markovnitčenko                                         |
| 1997    | Jurij Prokopenko                                                 | Andrij Korolev                                                   | Serhij Bodačov                                                   |
| 1998    | Volodymyr Duma                                                   | Vasyl' Zaïka                                                     | Dmytro Ščypak                                                    |
| 1999    | Oleksandr Fedenko                                                | Oleh Pankov                                                      | Ruslan Pidhornyj                                                 |
| 2000    | Volodymyr Duma                                                   | Volodymyr Hustov                                                 | Valerij Kobzarenko                                               |
| 2001    | Kyrylo Pospjejev                                                 | Serhij Savjel'jev                                                | Serhij Avdjejev                                                  |
| 2002    | Oleksandr Klymenko                                               | Ruslan Pidhornyj                                                 | Aleksis Nakaznyj                                                 |
| 2003    | Serhij Hončar                                                    | Serhij Matvjejev                                                 | Maksym Rudenko                                                   |
| 2004    | Oleh Ruban                                                       | Volodymyr Duma                                                   | Denys Kostjuk                                                    |
| 2005    | Mychajlo Chalilov                                                | Roman Luhovyj                                                    | Oleksandr Kvačuk                                                 |
| 2006    | Volodymyr Zahorodnij                                             | Volodymyr Starčyk                                                | Denys Kostjuk                                                    |
| 2007    | Volodymyr Zahorodnij                                             | Ruslan Pidhornyj                                                 | Mychajlo Chalilov                                                |
| 2008    | Ruslan Pidhornyj                                                 | Denys Kostjuk                                                    | Volodymyr Zahorodnij                                             |
| 2009    | Volodymyr Starčyk                                                | Oleksandr Kvačuk                                                 | Ruslan Pidhornyj                                                 |
| 2010    | Vitalij Popkov                                                   | Ruslan Pidhornyj                                                 | Oleksandr Šejdyk                                                 |
| 2011    | Oleksandr Kvačuk                                                 | Anatolij Pachtusov                                               | Oleksandr Polivoda                                               |
| 2012    | Andrij Hrivko                                                    | Dmytro Krivcov                                                   | Oleksandr Polivoda                                               |
| 2013    | Denys Kostjuk                                                    | Vitalij Buc                                                      | Volodymyr Zahorodnij                                             |
| 2014    | Vitalij Buc                                                      | Denys Kostjuk                                                    | Dmytro Krivcov                                                   |
| 2015    | Mychajlo Kononenko                                               | Denys Kostjuk                                                    | Oleksandr Polivoda                                               |
| 2016    | Oleksandr Polivoda                                               | Vitalij Buc                                                      | Denys Kostjuk                                                    |
| 2017    | Vitalij Buc                                                      | Andrij Brataščuk                                                 | Oleksandr Polivoda                                               |
| 2018    | Oleksandr Polivoda                                               | Andrij Brataščuk                                                 | Maksym Vasyliev                                                  |
| 2019    | Andrij Kulyk                                                     | Oleksandr Polivoda                                               | Mychajlo Kononenko                                               |
| 2020    | Mychajlo Kononenko                                               | Anatolij Budjak                                                  | Oleksandr Golovash                                               |
| 2021    | Andrij Ponomar                                                   | Anatolij Budjak                                                  | Andrij Kulyk                                                     |
| 2022    | Non disputata a causa dell'invasione russa dell'Ucraina del 2022 | Non disputata a causa dell'invasione russa dell'Ucraina del 2022 | Non disputata a causa dell'invasione russa dell'Ucraina del 2022 |
| 2023    | Maksym Bilyi                                                     | Anatolij Budjak                                                  | Serhii Sydor                                                     |
| 2024    | Serhii Sydor                                                     | Anatolij Budjak                                                  | Daniil Yakovlev                                                  |
| 2025    | Heorhii Antonenko                                                | Mykola Hovorun                                                   | Bogdan Hovorun                                                   |

| Anno | Vincitore                                                        | Secondo                                                          | Terzo                                                            |
| ---- | ---------------------------------------------------------------- | ---------------------------------------------------------------- | ---------------------------------------------------------------- |
| 1997 | Serhij Avdjejev                                                  | Ruslan Pidhornyj                                                 | Volodymyr Hustov                                                 |
| 1998 | Serhij Hončar                                                    | Jurij Krivcov                                                    | Serhij Avdjejev                                                  |
| 1999 | Serhij Matvjejev                                                 | Stanislav Nefedov                                                | Andrij Jacenko                                                   |
| 2000 | Serhij Hončar                                                    | Oleksandr Klymenko                                               | Oleksandr Dykyj                                                  |
| 2001 | Serhij Hončar                                                    | Oleksandr Klymenko                                               | Jurij Krivcov                                                    |
| 2002 | Serhij Hončar                                                    | Bogdan Bondarev                                                  | Serhij Matvjejev                                                 |
| 2003 | Serhij Matvjejev                                                 | Serhij Hončar                                                    | Jurij Krivcov                                                    |
| 2004 | Jurij Krivcov                                                    | Serhij Matvjejev                                                 | Serhij Hončar                                                    |
| 2005 | Andrij Hrivko                                                    | Serhij Matvjejev                                                 | Volodymyr Bileka                                                 |
| 2006 | Andrij Hrivko                                                    | Jurij Krivcov                                                    | Volodymyr Bileka                                                 |
| 2007 | Volodymyr Djudja                                                 | Serhij Matvjejev                                                 | Dmytro Hrabovs'kyj                                               |
| 2008 | Andrij Hrivko                                                    | Serhij Matvjejev                                                 | Denys Kostjuk                                                    |
| 2009 | Andrij Hrivko                                                    | Dmytro Hrabovs'kyj                                               | Oleksandr Kvačuk                                                 |
| 2010 | Vitalij Popkov                                                   | Jurij Krivcov                                                    | Andrij Vasyljuk                                                  |
| 2011 | Oleksandr Kvačuk                                                 | Oleh Čužda                                                       | Volodymyr Bileka                                                 |
| 2012 | Andrij Hrivko                                                    | Mychajlo Kononenko                                               | Serhij Lahkuti                                                   |
| 2013 | Andrij Vasyljuk                                                  | Andrij Hrivko                                                    | Mychajlo Kononenko                                               |
| 2014 | Andrij Vasyljuk                                                  | Mychajlo Kononenko                                               | Volodymyr Kogut                                                  |
| 2015 | Serhij Lahkuti                                                   | Andrij Khripta                                                   | Andrij Vasyljuk                                                  |
| 2016 | Andrij Vasyljuk                                                  | Andrij Khripta                                                   | Oleksandr Prevar                                                 |
| 2017 | Oleksandr Polivoda                                               | Andrij Vasyljuk                                                  | Oleksandr Prevar                                                 |
| 2018 | Andrij Hrivko                                                    | Mychajlo Kononenko                                               | Oleksandr Golovash                                               |
| 2019 | Mark Padun                                                       | Andrij Vasylyuk                                                  | Oleksandr Golovash                                               |
| 2020 | Mychajlo Kononenko                                               | Oleksandr Golovash                                               | Andrij Vasylyuk                                                  |
| 2021 | Mychajlo Kononenko                                               | Oleksandr Golovash                                               | Vitaliy Gryniv                                                   |
| 2022 | Non disputata a causa dell'invasione russa dell'Ucraina del 2022 | Non disputata a causa dell'invasione russa dell'Ucraina del 2022 | Non disputata a causa dell'invasione russa dell'Ucraina del 2022 |
| 2023 | Vitalii Novakowskyi                                              | Vladyslav Shcherban                                              | Vitaliy Gryniv                                                   |
| 2024 | Vitaliy Gryniv                                                   | Daniil Yakovlev                                                  | Yaroslav Kozakov                                                 |
| 2025 | Anatolij Budjak                                                  | Semen Simon                                                      | Vitaliy Gryniv                                                   |

### Titoli femminili
Aggiornato all'anno 2025.
| Anno    | Vincitrice                                                       | Seconda                                                          | Terza                                                            |
| ------- | ---------------------------------------------------------------- | ---------------------------------------------------------------- | ---------------------------------------------------------------- |
| 1992    | Natalija Juhanjuk                                                | Jelena Ohyj                                                      | Natalija Kiščuk                                                  |
| 1993-94 | Non disputata                                                    | Non disputata                                                    | Non disputata                                                    |
| 1995    | Natalija Kiščuk                                                  | Julija Murenkaja                                                 | Jelena Ohyj                                                      |
| 1996    | Tamara Poljakova                                                 | Valentina Karpenko                                               | Natalija Kiščuk                                                  |
| 1997    | Jevhenija Vysoc'ka                                               | Julija Murenkaja                                                 | Natalija Kiščuk                                                  |
| 1998    | Tamara Poljakova                                                 | Natalija Kiščuk                                                  | Ol'ha Svirčuk                                                    |
| 1999    | Hanna Boholuckaja                                                | Tamara Poljakova                                                 | Natalija Kiščuk                                                  |
| 2000    | Oksana Saprykina                                                 | Valentina Karpenko                                               | Iryna Čužynova                                                   |
| 2001    | Tetjana Stjažkina                                                | Tetjana Andrjučenko                                              | Natalija Kiščuk                                                  |
| 2002    | Valentina Karpenko                                               | Tetjana Stjažkina                                                | Natalija Kačalka                                                 |
| 2003    | Natalija Kačalka                                                 | Valentina Karpenko                                               | Iryna Čužynova                                                   |
| 2004    | Non disputata                                                    | Non disputata                                                    | Non disputata                                                    |
| 2005    | Valentina Karpenko                                               | Svitlana Semčuk                                                  | Nina Ovčarenko                                                   |
| 2006    | Jelizaveta Bočkarjeva                                            | Nadija Savkina                                                   | Iryna Špyljeva                                                   |
| 2007    | Jelizaveta Bočkarjeva                                            | Oksana Kaščyšyna                                                 | Iryna Špyljeva                                                   |
| 2008    | Tetjana Stjažkina                                                | Oksana Kaščyšyna                                                 | Jevhenija Vysoc'ka                                               |
| 2009    | Jevhenija Vysoc'ka                                               | Nina Ovčarenko                                                   | Oksana Kaščyšyna                                                 |
| 2010    | Nina Ovčarenko                                                   | Svitlana Haljuk                                                  | Lesja Kalytovs'ka                                                |
| 2011    | Tetjana Rjabčenko                                                | Jelizaveta Bočkarjeva                                            | Jevhenija Vysoc'ka                                               |
| 2012    | Alona Andruk                                                     | Nina Ovčarenko                                                   | Ivanna Borovyčenko                                               |
| 2013    | Elizaveta Ošurkova                                               | Jevhenija Vysoc'ka                                               | Anna Nahirna                                                     |
| 2014    | Tetjana Rjabčenko                                                | Valerija Kononenko                                               | Maryna Ivaniuk                                                   |
| 2015    | Tetjana Rjabčenko                                                | Olena Demydova                                                   | Hanna Solovej                                                    |
| 2016    | Jevhenija Vysoc'ka                                               | Tetjana Rjabčenko                                                | Hanna Solovej                                                    |
| 2017    | Jevhenija Vysoc'ka                                               | Tetjana Rjabčenko                                                | Olga Shekel                                                      |
| 2018    | Olga Shekel                                                      | Irina Semionova                                                  | Valeriya Kononenko                                               |
| 2019    | Olga Shekel                                                      | Valeriya Kononenko                                               | Olena Sharga                                                     |
| 2020    | Anna Nahirna                                                     | Olga Shekel                                                      | Olena Sharga                                                     |
| 2021    | Olga Shekel                                                      | Valeriya Kononenko                                               | Olena Sharga                                                     |
| 2022    | Non disputata a causa dell'invasione russa dell'Ucraina del 2022 | Non disputata a causa dell'invasione russa dell'Ucraina del 2022 | Non disputata a causa dell'invasione russa dell'Ucraina del 2022 |
| 2023    | Maryna Altukhova                                                 | Yuliia Biriukova                                                 | Olha Kulynych                                                    |
| 2024    | Olga Shekel                                                      | Maryna Altukhova                                                 | Valeriya Kononenko                                               |
| 2025    | Yuliia Biriukova                                                 | Olga Shekel                                                      | Maryna Altukhova                                                 |

| Anno    | Vincitrice                                                       | Seconda                                                          | Terza                                                            |
| ------- | ---------------------------------------------------------------- | ---------------------------------------------------------------- | ---------------------------------------------------------------- |
| 1995    | Jelena Čalych                                                    | Tamara Poljakova                                                 | Natalija Kiščuk                                                  |
| 1996    | Tamara Poljakova                                                 | Valentina Karpenko                                               | Ljudmyla Bavykina                                                |
| 1997    | Valentina Karpenko                                               | Olena Budovyc'ka                                                 | Tamara Poljakova                                                 |
| 1998    | Tamara Poljakova                                                 | Valentina Karpenko                                               | Julija Murenkaja                                                 |
| 1999    | Julija Murenkaja                                                 | Valentina Karpenko                                               | Olena Budovyc'ka                                                 |
| 2000    | Valentina Karpenko                                               | Natalija Kačalka                                                 | Tamara Poljakova                                                 |
| 2001    | Tetjana Andrjučenko                                              | Tetjana Stjažkina                                                | Iryna Čužynova                                                   |
| 2002    | Tetjana Stjažkina                                                | Tetjana Andrjučenko                                              | Natalija Kačalka                                                 |
| 2003-04 | Non disputata                                                    | Non disputata                                                    | Non disputata                                                    |
| 2005    | Iryna Špyljeva                                                   | Kateryna Krasova                                                 |                                                                  |
| 2006    | Iryna Špyljeva                                                   | Tetjana Stjažkina                                                | Kateryna Krasova                                                 |
| 2007    | Lesja Kalytovs'ka                                                | Svitlana Haljuk                                                  | Jelizaveta Bočkarjeva                                            |
| 2008    | Tetjana Stjažkina                                                | Lesja Kalytovs'ka                                                | Jevhenija Vysoc'ka                                               |
| 2009    | Jevhenija Vysoc'ka                                               | Iryna Špyljeva                                                   | Olena Šarha                                                      |
| 2010    | Hanna Solovej                                                    | Svitlana Haljuk                                                  | Jevhenija Vysoc'ka                                               |
| 2011    | Hanna Solovej                                                    | Svitlana Haljuk                                                  | Jelizaveta Bočkarjeva                                            |
| 2012    | Hanna Nahirna                                                    | Olena Pavluchina                                                 | Jevhenija Vysoc'ka                                               |
| 2013    | Valerija Kononenko                                               | Ivana Borovyčenko                                                | Olena Šarga                                                      |
| 2014    | Tetjana Rjabčenko                                                | Valerija Kononenko                                               | Inna Metalnikova                                                 |
| 2015    | Hanna Solovej                                                    | Tetjana Rjabčenko                                                | Olena Šarga                                                      |
| 2016    | Jevhenija Vysoc'ka                                               | Hanna Solovej                                                    | Tetjana Rjabčenko                                                |
| 2017    | Jevhenija Vysoc'ka                                               | Hanna Solovej                                                    | Tetjana Rjabčenko                                                |
| 2018    | Valeriya Kononenko                                               | Olena Sharga                                                     | Olga Shekel                                                      |
| 2019    | Valeriya Kononenko                                               | Tetjana Rjabčenko                                                | Olga Shekel                                                      |
| 2020    | Olga Shekel                                                      | Valeriya Kononenko                                               | Yevheniya Vysotska                                               |
| 2021    | Valeriya Kononenko                                               | Hanna Solovej                                                    | Olga Shekel                                                      |
| 2022    | Non disputata a causa dell'invasione russa dell'Ucraina del 2022 | Non disputata a causa dell'invasione russa dell'Ucraina del 2022 | Non disputata a causa dell'invasione russa dell'Ucraina del 2022 |
| 2023    | Valeriya Kononenko                                               | Yuliia Biriukova                                                 | Olha Kulynych                                                    |
| 2024    | Yuliia Biriukova                                                 | Valeriya Kononenko                                               | Tetjana Rjabčenko                                                |
| 2025    | Yuliia Biriukova                                                 | Olha Kulynych                                                    | -                                                                |